# Euselasia aurantia
Euselasia aurantia är en fjärilsart som beskrevs av Butler 1872. Euselasia aurantia ingår i släktet Euselasia och familjen Riodinidae. Inga underarter finns listade i Catalogue of Life.